# Mohammad Nurbachsz
Mohammad Nurbachsz (ur. 21 marca 1991) – irański zapaśnik walczący w stylu klasycznym. Dwunasty na mistrzostwach świata w 2013. Pierwszy w Pucharze Świata w 2014 i trzeci w 2015. Wojskowy mistrz świata z 2018. Trzeci na MŚ juniorów w 2011. Piąty na Uniwersjadzie 2013 roku.